# العلاقات البرتغالية السنغافورية
العلاقات البرتغالية السنغافورية هي العلاقات الثنائية التي تجمع بين البرتغال وسنغافورة.

## مقارنة بين البلدين
هذه مقارنة عامة ومرجعية للدولتين:
| وجه المقارنة                                              | البرتغال                                                  | سنغافورة                                                             |
| --------------------------------------------------------- | --------------------------------------------------------- | -------------------------------------------------------------------- |
| المساحة (كم2)                                             | 92.21 ألف                                                 | 719                                                                  |
| عدد السكان (نسمة)                                         | 10.60 مليون                                               | 5.89 مليون                                                           |
| الكثافة السكانية (ن./كم²)                                 | 114.95                                                    | 819.19 ألف                                                           |
| العاصمة                                                   | لشبونة                                                    | سنغافورة                                                             |
| اللغة الرسمية                                             | اللغة البرتغالية، اللغة الميراندية                        | لغة إنجليزية، اللغة الملايو، اللغة الصينية القياسية، اللغة التاميلية |
| العملة                                                    | يورو، اسكودو برتغالي                                      | دولار سنغافوري                                                       |
| الناتج المحلي الإجمالي (بليون دولار)                      | 217.57 مليار                                              | 323.91 مليار                                                         |
| الناتج المحلي الإجمالي (تعادل القوة الشرائية) بليون دولار | 307.82 مليار                                              | 472.59 مليار                                                         |
| الناتج المحلي الإجمالي الاسمي للفرد دولار أمريكي          | 19.22 ألف                                                 | 52.89 ألف                                                            |
| الناتج المحلي الإجمالي للفرد دولار أمريكي                 | 28.76 ألف                                                 | 82.76 ألف                                                            |
| مؤشر التنمية البشرية                                      | 0.830                                                     | 0.925                                                                |
| رمز المكالمات الدولي                                      | +351                                                      | +65                                                                  |
| رمز الإنترنت                                              | .pt                                                       | .sg                                                                  |
| المنطقة الزمنية                                           | توقيت غرب أوروبا، توقيت غرب أوروبا الصيفي، أوروبا/لشبونة ‏ | ت ع م+08:00، توقيت سنغافورة المنسق ‏                                  |

## منظمات دولية مشتركة
يشترك البلدان في عضوية مجموعة من المنظمات الدولية، منها:
| علم المنظمة | اسم المنظمة                               | تاريخ انضمام البرتغال | تاريخ انضمام سنغافورة |
| ----------- | ----------------------------------------- | --------------------- | --------------------- |
|             | بنك التنمية الآسيوي                       | 2002                  | 1966                  |
|             | مؤسسة التنمية الدولية                     | 29 ديسمبر 1992        | 27 سبتمبر 2002        |
|             | يونسكو                                    | 11 مارس 1965          | 8 أكتوبر 2007         |
|             | وكالة ضمان الاستثمار متعدد الأطراف        | 6 يونيو 1988          | 24 فبراير 1998        |
|             | الأمم المتحدة                             | 14 ديسمبر 1955        | 21 سبتمبر 1965        |
|             | الاتحاد البريدي العالمي                   | ?                     | ?                     |
|             | البنك الدولي للإنشاء والتعمير             | 29 مارس 1961          | 3 أغسطس 1966          |
|             | المنظمة الهيدروغرافية الدولية             | ?                     | ?                     |
|             | الاتحاد الدولي للاتصالات                  | 1866                  | 22 أكتوبر 1965        |
|             | منظمة حظر الأسلحة الكيميائية              | ?                     | ?                     |
|             | مؤسسة التمويل الدولية                     | 8 يوليو 1966          | 4 سبتمبر 1968         |
|             | المركز الدولي لتسوية المنازعات الاستشارية | 1 أغسطس 1984          | 13 نوفمبر 1968        |
|             | منظمة التجارة العالمية                    | ?                     | ?                     |
|             | منظمة الشرطة الجنائية الدولية             | ?                     | ?                     |

## وصلات خارجية
- موقع وزارة الخارجية البرتغالية
- موقع وزارة الخارجية السنغافورية